# Масляков, Олег Дмитриевич
Олег Дмитриевич Масляко́в (20 сентября 1928 — 16 апреля 2009) — советский и российский художник-плакатист, живописец.

## Биография
Родился в 1928 году в Севастополе. В 1933—1953 годах жил в Туле, занимался в художественной студии Н. И. Орехова.
В 1958 году окончил Московское художественное училище памяти 1905 года, учился у М. В. Добросердова. Во время учебы занимался фасадной кинорекламой в кинотеатрах Москвы, создавал первые политические плакаты.
С 1957 по 1990 год работал в области общественно-политического плаката. Сотрудничал с мастерской «Агитплаката» Союза художников СССР, издательствами «Советский художник», «Изобразительное искусство», «Советская Россия», «Плакат».
С 1962 года —  член Союза художников СССР.
С 1969 по 1984 год работал в Мастерской наглядной агитации Союза художников РСФСР.
В 1984 году Маслякову присвоено звание Заслуженного художника РСФСР
В 1985—1990 годах — главный художник издательства «Плакат».
С 1990 года занимался живописью. В 2004 году выпустил книгу стихов «К тебе».
Скончался в Москве 16 апреля 2009 года.

## Избранные работы

Плакат к 80-летию первых советов «Советская власть есть путь к социализму…» (цитата Ленина), Олег Масляков, 1984

- 1965 «Всегда готовы на подвиг новый»
- 1967 «Мир Вьетнаму!»
- 1970 «Позор колониализму»
- 1972 «Партия — бессмертие нашего дела»
- 1972 «Дело Ленина будет жить вечно»
- 1974 «Мир»
- 1975 «Идеи Ленина живут и побеждают»
- 1976 «За мир, единство, социальный прогресс!»
- 1978 «Армия мира всех сильней»
- 1979 «Имя и дело Ленина бессмертны»
- 1984 «80 лет первой русской революции»

## Награды
- 1970 — Третья премия Советского Комитета защиты мира
- 1974, 1980 — Золотая медаль ВДНХ
- 1974, 1975, 1977, 1979 — Серебряная медаль ВДНХ
- 1982 — Первая премия международного конкурса «Плакат в борьбе за мир»
- 1982 — III премия конкурса плакатов к Х всемирному конгрессу профсоюзов, Прага